# 5473 Yamanashi
5473 Yamanashi eller 1988 VR är en asteroid i huvudbältet som upptäcktes den 5 november 1988 av de japanska astronomerna Yoshio Kushida och Osamu Muramatsu vid Yatsugatake-Kobuchizawa-observatoriet. Den är uppkallad efter Yamanashi prefektur i Japan.
Asteroiden har en diameter på ungefär 5 kilometer.